# Arta epicaenalis
Arta epicaenalis is een vlinder uit de familie van de snuitmotten (Pyralidae). De wetenschappelijke naam van de soort is voor het eerst geldig gepubliceerd in 1890 door Ragonot.